# Heinz Strelow
Karl-Heinz Strelow (Amburgo, 15 luglio 1915 – Berlino, 13 maggio 1943) è stato un giornalista tedesco, militare e combattente della resistenza contro il regime nazista..

## Biografia
Nacque ad Amburgo e frequentò la scuola Lichtwarkschule nel quartiere di Winterhude. Sua madre fu Meta Dannat, originaria di Amburgo, che gestiva un'attività di artigianato. Il padre fu un giornalista, ucciso durante la prima guerra mondiale, comunista come la madre. All'età di 16 anni, il giovane Heinz, influenzato da un insegnante, entrò a far parte della Lega della Gioventù Comunista di Germania (KJVD), vietata nel 1932.
Iniziò a opporsi al regime nazista fin dal 1933. Fu tradito da un ex compagno di classe e arrestato dalla Gestapo l'8 ottobre 1935, messo in custodia protettiva senza processo in un campo di concentramento a Fuhlsbüttel per diverse settimane e rilasciato solo il 23 novembre 1935. Lasciò la scuola e continuò a mantenere la madre lavorando nella sua azienda. Strelow continuò la sua attività di resistenza nel movimento della gioventù operaia e organizzò un gruppo ad Amburgo in contatto anche con Klaus Bücking e Gustav Böhrnsen a Brema. In questo modo conobbe Conrad Blenkle, istruttore della sezione settentrionale del Partito Comunista di Germania (KPD).
Nella primavera del 1939, fu arruolato nel Reichsarbeitsdienst e assegnato a un'impresa di costruzioni nella città polacca di Dabie, dove lavorò alla riparazione dei ponti distrutti. In questo periodo fu testimone dell'inizio della seconda guerra mondiale. Sua madre, già vedova di guerra, intervenne per chiedere che il figlio fosse riportato ad Amburgo, riuscendo nell'intento. Una volta tornato ad Amburgo, continuò il suo servizio militare.
Nel 1940, durante una vacanza ad Amburgo, sposò Liselotte Rüggen (nata Timm). In quel periodo, era di stanza nell'area di addestramento militare di Altengrabow, situata tra Potsdam e Magdeburgo. Nell'aprile del 1941, fu trasferito all'Ufficio Ispezione Munizioni dell'Esercito a Wannsee e fu promosso a sottufficiale. Durante la sua permanenza a Berlino, su raccomandazione della madre che conosceva la famiglia Bontjes van Beek, Strelow visse con lo scultore Jan Bontjes van Beek e la sua famiglia. Durante questa permanenza, divenne amico della figlia di Bontjes van Beek, Cato Bontjes van Beek e nel tempo ne divenne l'amante.

Cato aveva conosciuto Libertas Schulze-Boysen, moglie di Harro Schulze-Boysen nella casa paterna nel settembre del 1941. All'epoca, Harro era il leader di un gruppo di resistenza antifascista operante a Berlino dell'Orchestra Rossa. Fu tramite Cato che Strelow fu presentato alla coppia Schulze-Boysen: Cato si era già unita alla resistenza, prima di conoscere Strelow.

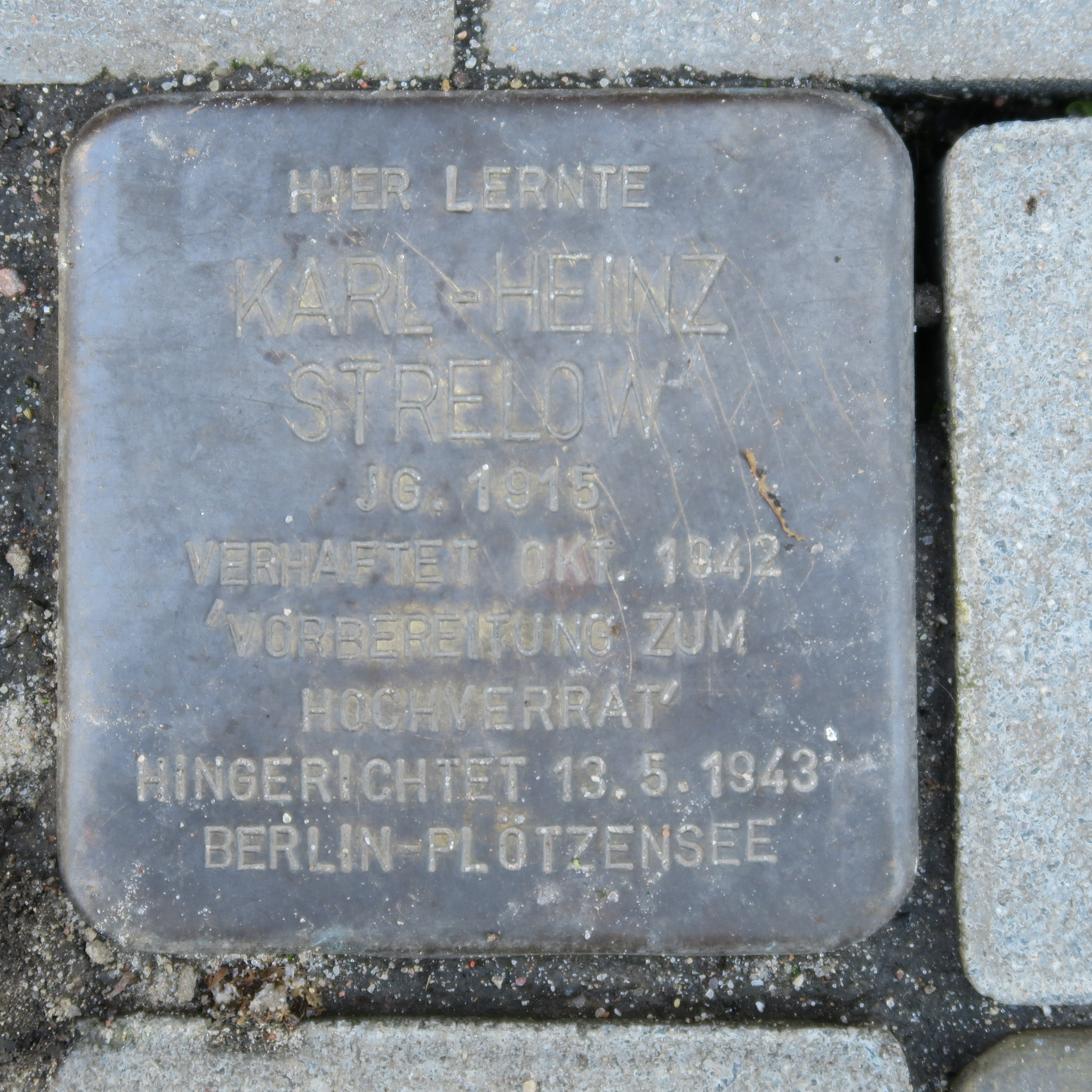
La pietra d'inciampo di Heinz Strelow posizionata ad Amburgo.

Mentre si recava nello studio del padre, Cato notò che l'ultima carrozza dei treni che si fermavano alla stazione locale della S-Bahn trasportava i prigionieri di guerra francesi. Insieme ai suoi amici, iniziarono a fornire ai prigionieri rifornimenti come cibo, medicine, frutta, accendini e kit da cucito. Nell'autunno del 1941, Cato affittò da Libertas Schulze-Boysen due stanze del suo grande appartamento a Charlottenburg. Strelow ne affittò, a sua volta, una da Cato.
Van Beek e Strelow si impegnarono a scrivere e distribuire volantini e opuscoli, insieme rielaborarono l'opuscolo Die Sorge Um Deutschlands Zukunft geht durch das Volk! che Schulze-Boysen e diverse altre persone del gruppo avevano redatto il 15 febbraio 1942, per produrne una prima copia poi battuta a macchina da Maria Terwiel e quindi duplicata al ciclostilo. Una copia sopravvive ancora oggi.
Strelow e Van Beek si resero conto del pericolo che stavano correndo con quell'iniziativa e iniziarono a ritirarsi dal gruppo e dalle attività di resistenza ma, tuttavia, i membri del gruppo erano già sotto osservazione dell'Abwehr.

## Arresto
Strelow fu arrestato il 1° ottobre 1942 dalla Gestapo. Il 18 gennaio 1943, il Reichskriegsgericht lo condannò alla pena di morte "per alto tradimento e per attività di tradimento in favore dell'Unione Sovietica". Il 13 maggio 1943, fu ghigliottinato nella prigione di Plötzensee insieme ad altri dodici membri del gruppo, lo stesso giorno.
Cato Van Beek fu arrestata dagli agenti della Gestapo il 20 settembre 1942 nel negozio di ceramiche del padre a Berlino. Il 18 gennaio 1943, presso il tribunale militare del Reichskriegsgericht, fu dichiarata colpevole di "concorso in alto tradimento" e condannata a morte. L'appello di clemenza della ventiduenne fu personalmente negato da Adolf Hitler, sebbene il tribunale stesso avesse suggerito un rinvio a giudizio. Fu ghigliottinata il 5 agosto 1943 nella prigione di Plötzensee a Berlino.